# ميلاغروس بينيت دي ميوتن

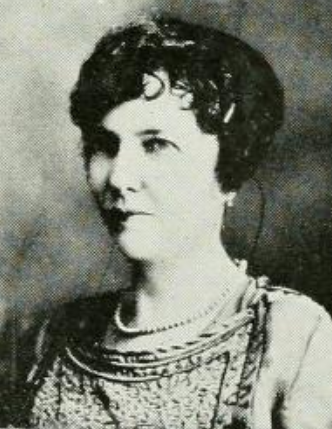
ميلاغروس بينيت دي ميوتن

ميلاغروس بينيت دي ميوتن (بينيت كولون قبل الزواج؛ 22 نوفمبر 1868 - 26 ديسمبر 1948) هي معلمة بورتوريكية ومناصرة لحقوق المرأة وحق النساء في التصويت. وُلدت لعائلة مثقفة ليبرالية ودرست لتصبح معلمة. حصل سكان الجزيرة على الجنسية الأمريكية في عام 1917، بعد اتفاقية باريس (1898) عندما أصبحت بورتوريكو تحت سيطرة الولايات المتحدة. نشطت بينيت في الحركة المناضلة لحق النساء في التصويت وانضمت في ذلك العام لأول منظمة مناصرة لحق النساء في التصويت، مسير نساء بورتوريكو. عندما حصلت النساء الأمريكيات على حق التصويت مع مرور التعديل التاسع عشر لدستور الولايات المتحدة الأمريكية في عام 1919، قادت بينيت الحملة لتوسيع تغطيتها لتشمل بورتوريكو. في عام 1924، رفعت دعوى قضائية للطعن في حق المجلس الانتخابي في رفض تسجيل النساء على أنهن مواطنات أمريكيات. قضت المحكمة العليا في بورتوريكو بأن للولايات والأقاليم الحق في تحديد من يمكنه التصويت ورفضت مزاعيمها.
واصل بينيت الضغط من خلال الرابطة الاجتماعية للاقتراع لتقديم العديد من مشاريع القوانين، لكن جمعية بورتوريكو التشريعية استمرت في رفضها. في عام 1928، توجهت إلى الكونغرس الأمريكي لحل التناقضات في حقوق التصويت للمرأة في بورتوريكو. في مواجهة احتمال أن تمنح الهيئة التشريعية الاتحادية المرأة حق التصويت، أقر المجلس التشريعي البورتوريكي أخيرًا قانونًا في عام 1929 يمنح حق الاقتراع للنساء المتعلمات. مُنح حق الاقتراع العام وأزيلت القيود المتعلقة بالتعليم من حق الاقتراع في عام 1936. اشتهرت بينيت من خلال عملها في مجال التعليم وسعيها لتوسيع حقوق المرأة في بورتوريكو.

## نشأتها
وُلدت ميلاغروس بينيت كولون في 22 نوفمبر 1868 في كاي في القبطانية العامة بورتوريكو في الإمبراطورية الإسبانية لألبيانا كولون كولازو وفيليكس إل بينيت ريفيرا. كانت عائلتها صاحبة نفوذ، إذ عمل كل من أبيها وأخيها في مجال السياسة، فوالدها شغل منصب أمين مجلس المقاطعة وكان أخاها عضوًا في مجلس نواب بورتوريكو. بعد وفاة والدها في عام 1898، انتقلت بينيت بصحبة والدتها وشقيقتها الصغرى كروز للعيش مع أختها الكبرى أولبيانا دي جورديلس في باريو سانتورس في سان خوان. وفي عام 1898 أيضًا، استحوذت الولايات المتحدة على بورتوريكو من إسبانيا في ختام الحرب الأمريكية الإسبانية.
في عام 1901، نالت كل من بينيت وشقيقتها الصغرى كروز على درجات في مجال التدريس. أصبحت أختها راهبة، لكن بينيت استمرت في التدريس في مدارس بونس، بورتوريكو. في عام 1911، تزوجت من هربرت إدوين ميوتن (1873-1927) الذي كان من إنجلترا.